# The RIP (film)
The RIP är en amerikansk thriller- och kriminaldramafilm som har en planerad premiär på Netflix den 16 januari 2026. Filmen är regisserad av Joe Carnahan efter ett manus skrivet av Carnaham och Michael McGrale.

## Handling
Filmen handlar om en grupp poliser i Miami som upptäcker en gömma med miljoner i kontanter. När utomstående får reda på det enorma beslaget får det dem att ifrågasätta vem de kan lita på.

## Rollista (i urval)
- Kyle Chandler
- Matt Damon
- Ben Affleck
- Teyana Taylor
- Catalina Sandino Moreno
- Scott Adkins
- Steven Yeun
- Nestor Carbonell
- Sasha Calle
- Lina Esco